# Mistrovství světa v pozemním hokeji žen 2002
10. mistrovství světa v pozemním hokeji žen se uskutečnilo ve dnech 24. listopadu až 8. prosince 2002 na Perth Hockey Stadium v australském Perthu.

## Program turnaje
Turnaje se zúčastnilo 16 týmů, které byly rozděleny do 2 osmičlenných skupin, ve kterých se hrálo způsobem jeden zápas každý s každým a poté týmy na 1. a 2. místě ve skupinách postoupily do semifinále, týmy na 3. a 4. místě hrály o 5. až 8. místo, týmy na 5. a 6. místě hrály o 9. až 12. místo a týmy na 7. a 8. místě hrály o 13. až 16. místo.

## Základní skupiny

### Skupina A
- 24. listopadu
- Čína – Jižní Korea 0:0
- Rusko – Německo 0:4
- Argentina – Nový Zéland 1:0
- Ukrajina – Skotsko 2:1
- 26. listopadu
- Nový Zéland – Rusko 3:1
- Skotsko – Čína 0:3
- Německo – Jižní Korea 1:3
- Argentina – Ukrajina 5:1
- 28. listopadu
- Skotsko – Nový Zéland 2:1
- Jižní Korea – Ukrajina 2:2
- Německo – Argentina 0:1
- Rusko – Čína 1:2
- 29. listopadu
- Německo – Skotsko 3:0
- Nový Zéland – Jižní Korea 0:3
- 30. listopadu
- Ukrajina – Rusko 3:3
- Čína – Argentina 0:2
- 1. prosince
- Německo – Nový Zéland 3:1
- Argentina – Skotsko 5:0
- jižní Korea – Rusko 5:0
- Čína – Ukrajina 4:1
- 3. prosince
- Nový Zéland – Ukrajina 3:0
- Německo – Čína 1:3
- Argentina – Jižní Korea 2:1
- Skotsko – Rusko 3:1
- 4. prosince
- Ukrajina – Německo 2:5
- Jižní Korea – Skotsko 6:2
- Rusko – Argentina 0:1
- Čína – Nový Zéland 2:0

| Poř. | Tým         | Z | V | R | P | VG | OG | B  |
| ---- | ----------- | - | - | - | - | -- | -- | -- |
| 1.   | Argentina   | 7 | 7 | 0 | 0 | 17 | 2  | 21 |
| 2.   | Čína        | 7 | 5 | 1 | 1 | 14 | 5  | 16 |
| 3.   | Jižní Korea | 7 | 4 | 2 | 1 | 20 | 7  | 14 |
| 4.   | Německo     | 7 | 4 | 0 | 3 | 17 | 10 | 12 |
| 5.   | Nový Zéland | 7 | 2 | 0 | 5 | 8  | 12 | 6  |
| 6.   | Skotsko     | 7 | 2 | 0 | 5 | 8  | 21 | 6  |
| 7.   | Ukrajina    | 7 | 1 | 2 | 4 | 11 | 23 | 5  |
| 8.   | Rusko       | 7 | 0 | 1 | 6 | 6  | 21 | 1  |

### Skupina B
- 24. listopadu
- Japonsko – Španělsko 1:1
- Anglie – Irsko 3:1
- Austrálie – USA 4:1
- Nizozemsko – Jihoafrická republika 3:0
- 25. listopadu
- Japonsko – Nizozemsko 0:2
- Jihoafrická republika – Anglie 2:2
- USA – Irsko 2:1
- Španělsko – Austrálie 0:1
- 27. listopadu
- Španělsko – Jihoafrická republika 3:1
- USA – Japonsko 1:2
- Austrálie – Irsko 2:1
- Nizozemsko – Anglie 2:1
- 29. listopadu
- Jihoafrická republika – Japonsko 1:1
- Španělsko – USA 4:1
- Irsko – Nizozemsko 0:6
- Anglie – Austrálie 1:3
- 30. listopadu
- USA – Jihoafrická republika 3:0
- Irsko – Španělsko 1:2
- Japonsko – Anglie 1:1
- 1. prosince
- Austrálie – Nizozemsko 1:3
- 2. prosince
- USA – Anglie 0:1
- Japonsko – Irsko 1:0
- Španělsko – Nizozemsko 1:1
- Austrálie Jihoafrická republika 5:0
- 4. prosince
- Nizozemsko – USA 5:2
- Anglie – Španělsko 3:0
- Irsko – Jihoafrická republika 0:6
- Austrálie – Japonsko 1:1

| Poř. | Tým          | Z | V | R | P | VG | OG | B  |
| ---- | ------------ | - | - | - | - | -- | -- | -- |
| 1.   | Nizozemsko   | 7 | 6 | 1 | 0 | 22 | 5  | 19 |
| 2.   | Austrálie    | 7 | 5 | 1 | 1 | 17 | 6  | 16 |
| 3.   | Anglie       | 7 | 3 | 2 | 2 | 12 | 9  | 11 |
| 4.   | Španělsko    | 7 | 3 | 2 | 2 | 11 | 9  | 11 |
| 5.   | Japonsko     | 7 | 2 | 3 | 1 | 7  | 7  | 9  |
| 6.   | USA          | 7 | 2 | 0 | 5 | 9  | 17 | 6  |
| 7.   | Jižní Afrika | 7 | 1 | 2 | 4 | 10 | 17 | 5  |
| 8.   | Irsko        | 7 | 0 | 0 | 7 | 4  | 22 | 0  |

## Zápasy o umístění
6. prosince se odehrály oba zápasy o 13. až 16. místo, oba zápasy o 9. až 12. místo, oba zápasy o 5. až 8. místo a oba semifinálové zápasy. 7. prosince se odehrály zápasy o 15. místo, o 13. místo, o 11. místo, o 9. místo, o 7. místo a o 5. místo. 8. prosince se odehrál zápas o 3. místo a finále.

### Schéma zápasů o 13. až 16. místo
|  | O 13. až 16. místo | O 13. až 16. místo | O 13. až 16. místo |  |  | O 13. místo | O 13. místo  | O 13. místo |
|  |                    |                    |                    |  |  |             |              |             |
|  | 7.A                | Ukrajina           | 4                  |  |  |             |              |             |
|  | 8.B                | Irsko              | 3                  |  |  |             |              |             |
|  |                    |                    |                    |  |  | 7.A         | Ukrajina     | 1           |
|  |                    |                    |                    |  |  | 7.B         | Jižní Afrika | 3           |
|  | 7.B                | Jižní Afrika       | 4                  |  |  |             |              |             |
|  | 8.A                | Rusko              | 1                  |  |  | O 15. místo | O 15. místo  | O 15. místo |
|  |                    |                    |                    |  |  | 8.B         | Irsko        | 1           |
|  |                    |                    |                    |  |  | 8.A         | Rusko        | 0           |

### Schéma zápasů o 9. až 12. místo
|  | O 9. až 12. místo | O 9. až 12. místo | O 9. až 12. místo |  |  | O 9. místo  | O 9. místo  | O 9. místo  |
|  |                   |                   |                   |  |  |             |             |             |
|  | 5.A               | Nový Zéland       | 0                 |  |  |             |             |             |
|  | 6.B               | USA               | 1                 |  |  |             |             |             |
|  |                   |                   |                   |  |  | 6.B         | USA         | 0 (pen.:4)  |
|  |                   |                   |                   |  |  | 5.B         | Japonsko    | 0 (pen.:2)  |
|  | 5.B               | Japonsko          | 3                 |  |  |             |             |             |
|  | 6.A               | Skotsko           | 0                 |  |  | O 11. místo | O 11. místo | O 11. místo |
|  |                   |                   |                   |  |  | 5.A         | Nový Zéland | 3           |
|  |                   |                   |                   |  |  | 6.A         | Skotsko     | 0           |

### Schéma zápasů o 5. až 8. místo
|  | O 5. až 8. místo | O 5. až 8. místo | O 5. až 8. místo |  |  | O 5. místo | O 5. místo  | O 5. místo |
|  |                  |                  |                  |  |  |            |             |            |
|  | 3.A              | Jižní Korea      | 2                |  |  |            |             |            |
|  | 4.B              | Španělsko        | 0                |  |  |            |             |            |
|  |                  |                  |                  |  |  | 3.A        | Jižní Korea | 3 (pen.:3) |
|  |                  |                  |                  |  |  | 3.B        | Anglie      | 3 (pen.:4) |
|  | 3.B              | Anglie           | 7                |  |  |            |             |            |
|  | 4.A              | Německo          | 2                |  |  | O 7. místo | O 7. místo  | O 7. místo |
|  |                  |                  |                  |  |  | 4.B        | Španělsko   | 1          |
|  |                  |                  |                  |  |  | 4.A        | Německo     | 6          |

### Schéma zápasů o medaile
|  | Semifinále | Semifinále | Semifinále |  |  | Finále      | Finále      | Finále      |
|  |            |            |            |  |  |             |             |             |
|  | 1.A        | Argentina  | 1          |  |  |             |             |             |
|  | 2.B        | Austrálie  | 0          |  |  |             |             |             |
|  |            |            |            |  |  | 1.A         | Argentina   | 1 (pen.:4)  |
|  |            |            |            |  |  | 1.B         | Nizozemsko  | 1 (pen.:3)  |
|  | 1.B        | Nizozemsko | 1          |  |  |             |             |             |
|  | 2.A        | Čína       | 0          |  |  | Třetí místo | Třetí místo | Třetí místo |
|  |            |            |            |  |  | 2.B         | Austrálie   | 0           |
|  |            |            |            |  |  | 2.A         | Čína        | 2           |

## Konečné pořadí
| Poř. | Tým          |
| ---- | ------------ |
| 1.   | Argentina    |
| 2.   | Nizozemsko   |
| 3.   | Čína         |
| 4.   | Austrálie    |
| 5.   | Anglie       |
| 6.   | Jižní Korea  |
| 7.   | Německo      |
| 8.   | Španělsko    |
| 9.   | USA          |
| 10.  | Japonsko     |
| 11.  | Nový Zéland  |
| 12.  | Skotsko      |
| 13.  | Jižní Afrika |
| 14.  | Ukrajina     |
| 15.  | Irsko        |
| 16.  | Rusko        |